# Трептов (округ Берлина)
Трептов (нем. Treptow) — упразднённый округ на юго-востоке Берлина. В 2001 году он был объединён с районом Кёпеник и образовал округ Трептов-Кёпеник. В данном районе располагается Обсерватория Архенхольда.

## География

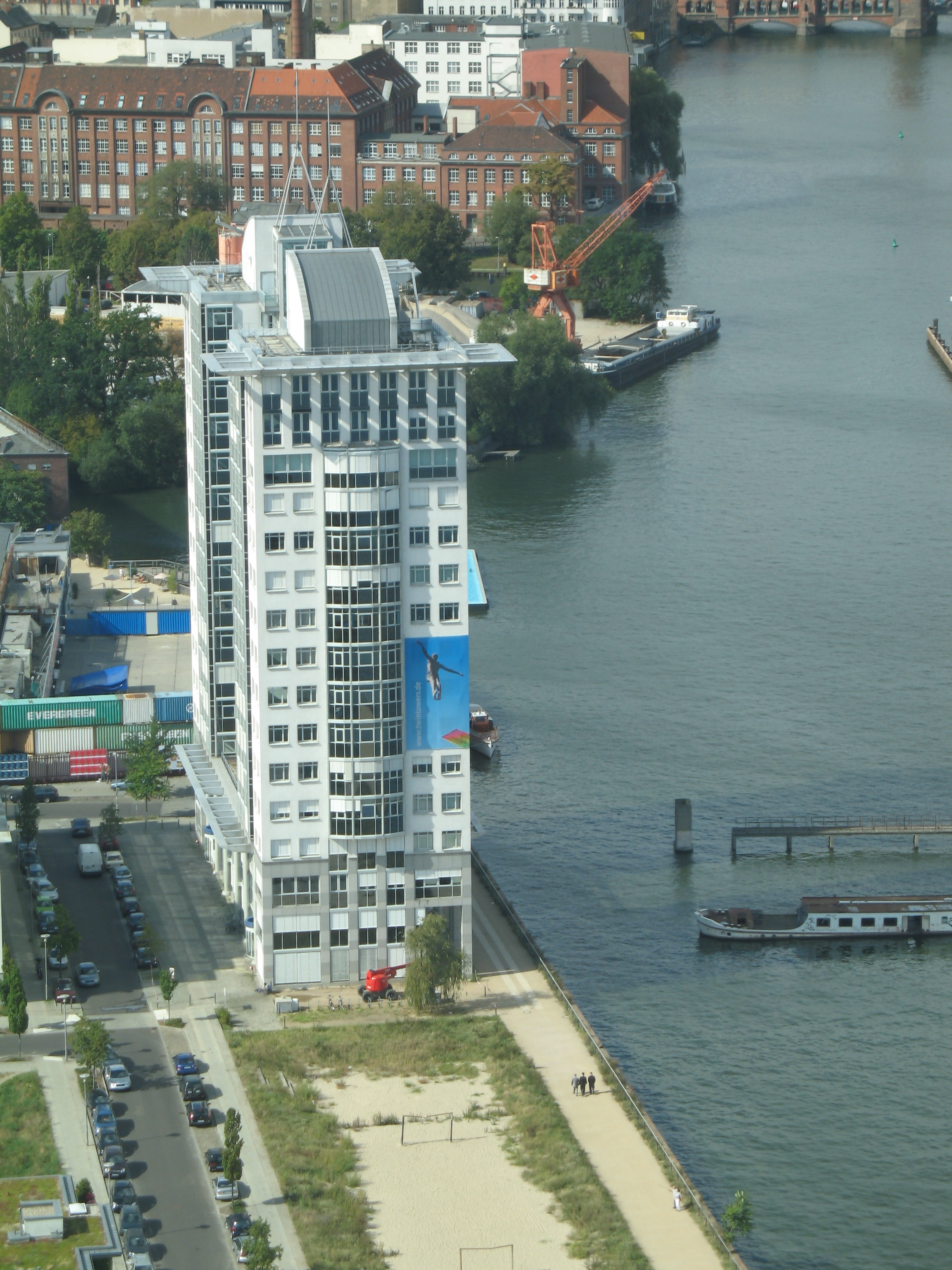
Башни-близнецы

Округ Трептов состоял из районов Альт-Трептов, Плентервальд, Баумшуленвег, Йоханнисталь, Нидершёневайде, Альтглиникке, Адлерсхоф и Бонсдорф.